# Bolesław Usow
Bolesław Usow (ur. 18 sierpnia 1913 w Rypinie, zm. 30 lipca 1954 w Kwidzynie) – podporucznik Armii Krajowej, porucznik Narodowego Zjednoczenia Wojskowego, kawaler Krzyża Srebrnego Orderu Wojennego Virtuti Militari.

## Życiorys
Syn Jana i Leokadii z domu Bonewicz. Ukończył szkołę powszechną w Brodnicy (1926) oraz gimnazjum w tym mieście (1934). Należał do Związku Harcerstwa Polskiego, w którym zdobył stopień instruktora. W latach 1934–1935 był słuchaczem Dywizyjnego Kursu Podchorążych Rezerwy 4 Dywizji Piechoty zorganizowanego przy 67 pułku piechoty. Od 1935 studiował na Wydziale Leśnym Szkoły Głównej Gospodarstwa Wiejskiego w Warszawie. Zmobilizowany podczas kampanii wrześniowej do 36 pułku piechoty, wziął udział w obronie stolicy.
Od końca 1939 zajmował stanowisko nadleśniczego w Hucie Krzeszowskiej (Ordynacja Zamojska). Wstąpił w struktury Armii Krajowej, w dniu 10 września 1943 aresztowany przez Gestapo i uwięziony w Biłgoraju. Torturowany w śledztwie, został uwolniony 24 września tr. po rozbiciu więzienia przez oddział Armii Krajowej kpt. Tadeusza Sztumberg-Rychtera „Żegoty”. W grudniu 1943, po wyleczeniu ran, wstąpił do działającego w Lasach Janowskich oddziału NOW-AK „Ojca Jana” - kpt. Franciszka Przysiężniaka. W styczniu 1944 został zastępcą dowódcy tego oddziału, a w czerwcu tr. objął jego dowództwo . Dowodził w większości akcji oddziału, w tym w bitwie na Porytowym Wzgórzu. 15 czerwca 1944 wyprowadził z niemieckiego okrążenia blisko 2,5 tysiąca partyzantów AK, AL i radzieckich. Po wkroczeniu Armii Czerwonej rozwiązał oddział (lipiec 1944), a sam pozostawał w dyspozycji Komendy Okręgu NOW. W lutym 1945 awansowany do rangi porucznika, objął stanowisko komendanta Obwodu Jarosław Narodowego Zjednoczenia Wojskowego . 
Unikając aresztowania wyjechał do Kwidzyna i został nadleśniczym Lasów Państwowych. Schwytany przez funkcjonariuszy organów bezpieczeństwa w lutym 1946 i uwięziony w Lublinie. Zwolniony po dwóch tygodniach wskutek interwencji mieszkańców Huty Krzeszowskiej i płk. Mikołaja Kunickiego „Muchy” - dowódcy oddziału partyzanckiego, z którym wcześniej współdziałał. Powrócił do Kwidzyna, w 1948 ukończył studia na SGGW uzyskując tytuł inżyniera leśnika. Zginął tragicznie - potrącony przez samochód, gdy motocyklem wracał z pracy w terenie. Okoliczności tej tragedii nie zostały nigdy wyjaśnione. Spoczął w grobie rodzinnym na cmentarzu parafialnym św. Jakuba w Toruniu, nie założył rodziny. W dniu 3 maja 1944 odznaczony Orderem Virtuti Militari 5 klasy - za walkę w szeregach Armii Krajowej.  
14 czerwca 2022 roku w 78. rocznicę walk partyzanckich na Porytowym Wzgórzu w lasach janowskich została odsłonięta tablica upamiętniająca żołnierzy oddziału partyzanckiego NOW-AK ppor. Bolesława Usowa "Konara", którzy w czerwcu 1944 roku wzięli udział w bitwie z wojskami niemieckimi na Porytowym Wzgórzu.

## Odznaczenia
- Krzyż Srebrny Orderu Wojennego Virtuti Militari Nr 13160